# Osmanska dinastija
Osmanska dinastija ili Otomanska dinastija (tur. Osmanlı Hanedanı), vladarska dinastija koja je vladala Osmanskim Carstvom od njegovih početaka krajem 13. stoljeća do pada monarhije 1922. godine. Eponimski osnivač dinastije i Carstva bio je emir Osman Gazi (o.1258.-o.1326.). Njegovi nasljednici uzdignuli su malenu anadolijsku državu na rang svjetskog Carstva. U trenutku najveće moći osmanski sultani vladali su državom koja je obuhvaćala prostor gotovo od krajnjih zapadnih granica Balkana i Magreba do Kaspijskog jezera i obala Perzijskog zaljeva te od ukrajinskih stepa i crnomorske obale na sjeveru do Etiopije i juga Arapskog poluotoka.
Poslije svrgavanja monarhijskog režima i uvođenja republike, članovi osmanske dinastije protjerani su iz Turske te danas većinom žive u inozemstvu, no s vremenom su se pojedini članovi vratili u Tursku gdje žive kao obični građani.

## Povijest dinastije

### Predosmansko razdoblje
Prema sačuvanim pisanim izvorima i tradiciji prvi poznati član osmanske dinastije bio je Sulejman šah, vođa jednog turskog plemena koje je imalo oko 50.000 ljudi. Kada je Sulejman poginuo 1232. godine, nasljedila su ga četiri sina Sunkurtekin, Gindugdi, Dindar i Ertugrul koji su podijelili pleme među sobom. Prema predaji trojica braće zaputila su se prema današnjem Turkmenistanu, a Ertugrul je poveo svoje ljude u Malu Aziju, gdje se stavio u službu seldžučkog sultana Ala ed Dina od Konje (1220. – 1237.). Primivši službu, Ertugrul († 1281.) je dobio na upravu područje oko Soguta. Imao je tri sina, Gunduzalpa, Sarujati Savdžiju i najstarijeg, Osmana, s kojim počinje povijest osmanske dinastije.
-S Ertuğrulom su prema bizantiji krenuli njegov najmladji brat Dundar bey,žena Halime sultan,majka Hajme hatun,njegovi ratnici Turgut alp,Bamsı alp i Doğan alp,kao i većina naroda.Ertuğurula je naslijedio njegov sin Gazi emir Osman I.

### Osamostaljenje i stvaranje države
Nakon Ertugrulove smrti, vodstvo nad polunomadskim plemenom preuzeo je njegov sin Osman I., po kojemu su kasnije Turci prozvani Osmanlijama. Oko 1290. proglasio se neovisnim od Seldžuka, zbog čega se smatra začetnikom Osmanskog Carstva i dinastije. Oko 1301. godine uzeo je naslov emira, nakon čega je proširio svoju vlast na sjeverozapad Male Azije. Iako je bio musliman, uveo je vjersku toleranciju u svojoj državi, a najbliži suradnici bili su mu Grci.
Poslije pobjede nad bizantskom vojskom kod Konjunhisara, Osman je podigao malu utvrdu, nazvanu Targan, nadomak Niceje. Tek tada su Bizantinci počeli shvaćati Osmana kao prijetnju. Međutim, Osman je odnio pobjedu nad bizantskom vojskom u bitci kod Burse 1307. godine, nakon čega izbija na more. Neposredno pred smrt, Osman je osvojio i Bursu, gdje je i sahranjen, a nakon smrti dobio je nadimak Al-Ghazi, odnosno "Ratnik za vjeru".
Za Osmanova sina Orhana, emira (o.1326. – 1362.), nastavljen je pritisak na granice oslabljenog i nemoćnog Bizantskog Carstva. Orhan je proveo reorganizaciju osmanske države, tako što je uveo stalnu vojsku, utemeljio elitnu postrojbu janjičare, stvorene od kršćanske djece prevedene na islam, a počeo je kovati i svoj novac, ustanovio je funkciju vezira te je odredio da je vladar vlasnik sve zemlje. Vodio je uspješne borbe protiv Bizanta te je osvojio zapadnu Malu Aziju i 1350-ih prodro na europski teritorij, u Traciju, prethodno osvojiviši Galipolje, prvo osmansko uporište u Europi. Iskoristivši slabosti Bizanta, umiješao se u tamošnju prijestolonasljednu borbu te je 1346. godine sklopio savez s Ivanom VI. Kantakuzenom i pomogao mu u borbi protiv srpskog cara Stefana Dušana.

### Uspon dinastije i Carstva
Orhana je nasljedio njegov mlađi sin, Murat I. (1362. – 1389.) koji je bio tvorac moćnog osmanskog imperija. Na vlast je došao kao emir nakon očeve smrti. Već 1362. godine osvojio je Hadrijanopol i izabrao ga za novu prijestolnicu Carstva. Sljedeće godine zauzeo je Plovdiv i osigurao nadzor nad dotokom žita u Bizant, nakon čega je bizantski car morao plaćati danak osmanskom vladaru. Nakon srpskog poraza u bitci na rijeci Marici 1371. godine Turci su osvojili Makedoniju, a Sofiju i dijelove Bugarske 1386. godine, dok je u kosovskom boju 1389. godine pala i Srbija. Godine 1383. uzeo je naslov sultana.
Nakon Muratove pogiblje u bitci na Kosovu polju, vlast je preuzeo njegov sin Bajazid I., zvan Munja (1389. – 1402.), koji je stavio Srbiju u podložnički položaj, 1392. godine zauzeo Skoplje, a potom 1393. godine osvojio Bugarsku i Tesaliju. Ostvario je i veliku pobjedu nad kršćanskom vojskom u bitci kod Nikopolja 1396. godine, a osvajanjem države Karaman stvorio je carstvo koje se protezalo od Dunava do Eufrata. Godine 1402. doživio je težak poraz u bitci kod Ankare gdje se sukobio s mongolskom vojskom pod vodstvom kana Timura, koji ga je zarobio. Taj događaj je privremeno zaustavio daljnja osmanska osvajanja u Europi i izazvao političku krizu u Carstvu.

### Dinastičke borbe i raskol u državi
Katastrofalan poraz u bitki kod Ankare i zarobljavanje sultana Bajazida dovelo je do političke krize tijekom koje se rasplamsala borba za prijestolje između tri Bajazidova sina, Sulejmana, Isa Čelebije i Muse. Kasnije se u sukob uključio i četvrti sin, Mehmed I. Bajazidov najstariji sin Sulejman zavladao je europskim dijelom države, a ostala braća vladala su u Maloj Aziji. Raskol u osmanskoj državi iskoristio je Bizant pod vodstvom cara Manuela II. (1391. – 1425.) koji se oslobodio plaćanja danka sultanu. Godine 1411. Sulejman je poražen u ratu protiv brata Muse, nakon čega se Musa strahovito osvetio Sulejmanovim saveznicima te je čak opsjeo i sam Carigrad. Konačnu pobjedu u ratu između braće odnio je Mehmed, koji je 1413. godine uz podršku cara Manuela II. i despota Stefana Lazarevića svladao Musu i postao jedini vladar Osmanskog Carstva, čime je završen građanski rat i vraćena stabilnost države.
-Mehmed II Fatih je osvojio Carigrad današnji Istanbul. On je prvi put na vlast došao s 12 godina ali je ipak ponovo bio svrgnut te nakon smrti oca ponovo nakon 2 godine došao na vlast.

### Novi uzlet i stvaranje svjetskog carstva
Sultan Mehmed I. (1413. – 1421.) proširio je svoju vlast na područje Karamanida u Maloj Aziji kojima je oteo grad Izmir, a napao je i Albaniju i Vlašku, no doživio je i poraz od Mlečana 1416. godine u borbi za prevlast na Egejskom moru. Nasljedio ga je sin Murat II. koji je postigao niz uspjeha u borbi s kršćanskim državama. Godine 1430. preoteo je Mlečanima Solun te napao Srbiju, Vlašku i Ugarsku. Ipak, doživio je i niz poraza od kršćanske koalicije na čalu s Jankom Hunyadijem, ali je prokrenuo rat porazivši kršćansku vojsku u bitci kod Varne 1444. godine i u drugoj bitki na Kosovu polju 1448. godine.
Muratov sin i nasljednik Mehmed II. Osvajač (1444. – 1446 i 1451. – 1481.) uvećao je moć dinastije i države osvajanjem Carigrada 1453. godine, kojeg je pod imenom Istanbul proglasio novom prijestolnicom Osmanskog Carstva. U sljedećim godinama osvojio je Srbiju (1459.), Peloponez (1460.), Trapezuntsko Carstvo (1461.), Bosnu (1463.), Eubeju i Karamaniju (1473.), seldžučka uporišta u Maloj Aziji (1474.) i Krim (1475.). Na unutarnjem političkom planu ojačao je središnju vlast nizom zakona i propisa i proveo agrarnu reformu uvođenjem timarskog sustava. Nasljedio ga je sin Bajazid II. (1481. – 1512.) za čije vladavine se odigrala krvava bitka na Krbavskom polju 1493. godine, koja je bila epizoda u turskim pokušajima prodora na austrijsko područje. Bajazid II. je osvojio Hercegovinu (1481.) i Crnu Goru (1499.), a 1501. godine osvojio je Drač.
Selim I. Okrutni (1512. – 1520.) nastavio je ekspanzionističku politiku svojih prethodnika. U bitki kraj Čaldirana pobijedio je šaha Ismaila I. (1514.), osvojio Siriju, Libanon i Palestinu (1516.), srušio mamelučkoga sultana u Egiptu (1517.) i od posljednjega Abasida preuzeo naslov kalifa. Pod njegovu je vlast pao i Hidžas sa svetim mjestima Mekom i Medinom.

### Vrhunac moći dinastije i carstva
Za vladavine sultana Sulejmana I. Veličanstvenog (1520. – 1566.) Osmansko je Carstvo doživjelo svoj vrhunac. Carstvo je u njegovo doba doživjelo najveće teritorijalno proširenje, ali i promjene u unutrašnjem uređenju. Sulejman je kodificirao veliki zakonik koji se odnosio na zemljišno, financijsko, kazneno i fiskalno pravo, zbog čega je dobio nadimak Zakonodavac (arap. Qānūnī). Izgradio je snažnu i centraliziranu državu u kojoj je sultan imao vrhovnu i apsolutnu vlast u kojoj je i nemuslimanskim narodima omogućeno da participiraju u vlasti ako prihvate islam.
Poduzeo je niz osvajačkih pohodima u kojima je proširio granice osmanske države do njihova krajnjeg dosega. Na Balkanu je osvojio veće dijelove Slavonije i Ugarske. Na Egejskom i Jonskom moru je zauzeo brojne otoke, na istoku dijelove Gruzije, Krima, Mezopotamije i Jemena, a na sjeveru Afrike Tripoli te dijelove Tunisa i Alžira. Godine 1521. zauzeo je Beograd, što mu je otvorilo put prema zapadu, nakon čega je 1529. godine započeo prvu opsadu Beča. U međuvremenu je uništio vojsku hrvatsko-ugarskog kralja Ljudevita II. Jagelovića (1516. – 1526.) u bitci na Mohačkom polju (1526.). Njegov drugi prodor na Beč iz 1532. godine zaustavio je hrvatski vojskovođa Nikola Jurišić u bitci kod Kisega.
Godine 1535. Sulejman je potpisao s Francuskom politički i trgovački ugovor kojim je Osmansko Carstvo bilo priznato kao svjetska sila. Sulejmanov posljednji pokušaj prodora prema Beču zaustavio je hrvatski vojskovođa Nikola Šubić Zrinski i bitci kod Sigeta 1566. godine prilikom koje je Sulejman umro. Za njegova sina i nasljednika Selima II. (1566. – 1574.) stvarnu upravu nad carstvom imao je veliki vezir Mehmed-paša Sokolović. U tom razdoblju Osmanlije su sklopile povoljan mir s Habsburgovcima koji im je omogućio učvršćivanje vlasti u Moldaviji i Vlaškoj. Godine 1571. Selim II. osvojio je Cipar što je dovelo do izbijanja Ciparskog rata za kojega je osmanska flota doživjela težak poraz kod Lepanta. Usprkos tom porazu, Mletačka Republika priznala je 1573. godine Turcima prevlast na istočnom Sredozemlju.
Za vrijeme Kandijskog rata (1645. – 1669.) sultan Mehmed IV. (1648. – 1687.) uspio je zauzeti otok Kretu, ali je izgubio teritorije u sjevernoj Dalmaciji u korist Mletačke Republike. Mirom u Vašvaru 1664. godine Osmanlije su zadržale novoosvojene teritorije, ali postalo je očito da je osmanska vojna moć u opadanju. Unatoč tome, veliki vezir Kara Mustafa pokušao je ponovno osvojiti Beč 1683. godine što je dovelo do novog rata između Osmanskog Carstva i Habsburške Monarhije koji je završio porazom Osmanlije i sklapanjem mira u Srijemskim Karlovcima 1699. godine kojim su Turci izgubili velike dijelove Ugarske, Erdelj, zapadnu Ukrajinu, Moreju, dio Dalmacije, Slavoniju i Hrvatsku do Une i južno od Velebita, što je iznačilo kraj Osmanskog Carstva kao svjetske imperije.

### Kriza u upravljanju Carstvom
Nakon poraza u ratu i sklapanja nepovoljnog mira 1699. godine nastalo je nezadovoljstvo u Carstvu koje je izazvalo pobunu janjičara koji su 1703. svrgnuli sultana Mustafa II. (1695. – 1703.) s vlasti. Novim sultanom proglašen je Mustafin mlađi brat Ahmed III. (1703. – 1730.) koji je uspio u novom ratu vratiti od Rusa Azov (1713.) i oduzeti Mlečnima Moreju. Međutim, kada se u osmansko-mletački rat (1714. – 1718.) uključila i Austrija, Turci su poraženi pa su Požarevačkim mirom 1718. godine morali predati Banat, veći dio Srijema, dijelove Vlaške, sjevernu Srbiju te usko područje uz desnu obalu Save u Bosni i uz dalmatinsku granicu. Uvidjevši slabost Osmanskog Carstva u odnosu na europske države, Ahmed III. je pokušao provesti reforme po uzoru na europske institucije s osobitim naglaskom na uspostvljanje većeg reda u poreznom sustavu i unutarnjim poslovima.
Selim III. (1789. – 1807.) nastavio je reforme nastojeći organizirati svoju vojsku po uzoru na europske. Početak 19. stoljeća obilježile su pobune pokorenih naroda protiv osmanske vlasti, što se nastavilo i za vladavine njegova nasljednika Mahmuda II. (1808. – 1839.) kada je Grčkoj priznata neovisnost 1829. godine, a 1830. Srbija, Moldavija i Vlaška dobile su širu autonomiju. Radi europeizacije države, Mahmud II. je nastavio reforme koje su nazvane tanzimat, odnosno "Spasonosni novi poredak", zbog čega je 1826. ukinuo janjičare, a 1831. timarsko-spahijski sustav. Reforme je nastavio i sljedeći sultan Abdul Medžid I. (1839. – 1861.) koji je 1839. godine izdao Hatišerif od Gülhane kojim je zajamčio jednakost pripadnika svih vjerskih zajednica, sigurnost života, časti i privatnog vlasništva. Tijekom svoje vladavine reformirao je vojsku, sudstvo i porezni sustav, a bio je 1841. godine prisiljen uspostaviti Egipat kao poseban pašaluk. Zahvaljujući saveznicima, Velikoj Britaniji i Francuskoj, uspio je izaći kao pobjednik iz Krimskog rata (1853. – 1856.) i izvojevati da se Osmanskom Carstvu Pariškim mirom 1856. godine zajamči teritorijalna cjelovitost. Za njegove vladavine izvršeno je ujedinjenje Moldavije i Vlaške u ujedinjenu Rumunjsku koja je postala autonomna država 1861. godine.
Abdula Medžida I. nasljedio je 1861. godine sin Mahmuda II., Abdul Aziz (1861. – 1876.) za čije je vladavine Osmansko Carstvo bilo suočeno s nizom pobuna koje su prijetile raspadom carstva. Uz to, država je bila u izuzetno teškoj gospodarskoj krizi i veoma zadužena kod europskih država, zbog čega je sultan 1875. godine proglasio bankrot države, čime je postao u potpunosti ovisan o engleskom i francuskom kapitalu.
Zbog opće krize zemlje pučisti su svrgnuli s vlasti Abdula Aziza i doveli na vlast sultana Murat V. koji je abdicirao iste godine, nakon čega je njegov brat Abdul Hamid II. (1876. – 1909.) instliran na vlast. Nasljedio je bankrotiranu državu i pobunu u Bosni i Hercegovini koja je završila 1878. godine intervencijom austro-ugarske vojske i stavljenjem te pokrajine pod austro-ugarski protektorat. Pod pritiskom mladoturaka koji su ga doveli na vlast, donio je ustav, koji je ukinuo 1878. godine, raspustio parlament i ponovno uveo apsolutističku vlast. Za njegove je vladavine Osmansko Carstvo izgubilo dijelove teritorija u jugoistočnoj Europi (Srbija, Crna Gora, Rumunjska 1878.), Maloj Aziji, sjevernoj Africi (Tunis 1881., Egipat 1882.) i Sredozemlju (Kreta 1897.).
Tijekom njegove vlasti ojačao je utjecaj njemačkog kapitala u carstvu, a država je pala pod strani utjecaj. Abdul Hamid je bio protivnik demokratskih ideja i građanskih sloboda, a istodobno je propagirao državno jedinstvo i osmanizam. Godine 1908. vratio je ustav pod pritiskom ustanka maldoturaka, ali ga je sljedeće godine opet pokušao ukinuti, nakon čega je svrgnut s vlasti. Nasljedio ga je mlađi brat, Mehmed V. (1909. – 1918.) za čije vladavine su izbili balkanski ratovi. U balkanskom ratu (1912. – 1913.) Srbija, Bugarska, Grčka i Crna Gora ustale su protiv Osmanskog Carstva, udružene u Balkanski savez, otele su Osmanlijama gotovo sve europske posjede. Drugi balkanski rat izbio je 1913. godine zbog sukoba među saveznicima oko podjele Makedonije. U taj novi rat uključila se i Turska koja je nakon rata dobila Edirne. Godine 1911. upustio se u rat protiv Italije te je izgubio Tripoli i Cirenaiku. U studenome 1914. godine uveo Osmansko Carstvo u Prvi svjetski rat na strani Centralnih sila.

### Zbacivanje dinastije i proglašenje republike
Nakon poraza u Prvom svjetskom ratu, na prijestolje je sjeo posljednji osmanski sultan Mehmed VI. (1918. – 1922.). Godine 1922. Velika narodna skupština proglasila je republiku i svrgnula sultana s vlasti te ga je prognala iz zemlje i oduzela mu i titulu kalifa, koju je predala Abdul Azizovu sinu, Abdul Medžidu II. koji je kao posljednji obnašao dužnost kalifa, do 1924. godine, nakon čega je i on izgnan iz Turske.

## Osmanska obitelj nakon gubitka vlasti
Poslije proglašenja republike i izgona iz zemlje, članovi osmanske dinastije razišli su se širom svijeta. Posljednji osmanski sultan Mehmed VI. našao je utočište na otoku Malti, da bi kasnije izbjegao u Italiju i naselio se u San Remu gdje je umro 1926. godine. Zadnji kalif Abdul Medžid II. naselio se u Parizu gdje je umro 1944. godine. Nakon smrti Mehmeda VI. proglašen je starješinom osmanske obitelji. Prvi glavar obitelji koji nije nosio naslov sultana ili kalifa bio je Ahmed (IV.) Nihad. Njega je na položaju glave obitelji smijenio 1954. godine njegov brat i unuk sultana Murata V., Osman (IV.) Fuad. Godine 1973. smijenio ga je Mehmed Abdul Aziz, a njega 1977. godine Ali (I.) Vasib, sin Ahmeda Nihada.
Godine 1983. položaj glavara obitelji nasljedio je Mehmed Orhan (II.), sin sultana Abdul Hamida II., da bi po njegovoj smrti 1994. godine tu funkciju preuzeo Ertuğrul Osman (V.), unuk sultana Abdula Hamida II., koji je tu dužnost obnašao do svoje smrti 2009. godine. Poslije njega glavar osmanske obitelji bio je Osman Bajazid (III.)', praunuk sultana Abdula Medžida I., a trenutni starješina je Dündar Aliosman (od 2017.), praunuk sultana Abdula Hamida II.

## Popis osmanskih vladara

### Predosmanlijsko razdoblje
- Süleyman Şah     (1214. – 1227.)
- Ertuğrul Gazi	   (1227. – 1281.)

### Sultani Osmanlijskog carstva
- Osman I.	   (1281. – 1326.)
- Orhan I.	   (1326. – 1359.)
- Murat I.	   (1359. – 1389.)
- Bajazid I.	   (1389. – 1402.)
- Sulejman	   (1402. – 1410.)
- Musa	   (? - 1413.)
- Isa Čelebija	   (? - ?)
- Mehmed I.	   (1413. – 1421.)
- Murat II.	   (1421. – 1444. i 1446. – 1451.)
- Mehmed II.	   (1444. – 1446. i 1451. – 1481.)
- Bajazid II.	   (1481. – 1512.)
- Selim I.	   (1512. – 1520.)
- Sulejman I.	   (1520. – 1566.)
- Selim II.	   (1566. – 1574.)
- Murat III.	   (1574. – 1595.)
- Mehmed III.	   (1595. – 1603.)
- Ahmed I.	   (1603. – 1617.)
- Mustafa I.	   (1617. – 1618. i 1622. – 1623.)
- Osman II.	   (1618. – 1622.)
- Murat IV.	   (1623. – 1640.)
- Ibrahim I.	   (1640. – 1648.)
- Mehmed IV.	   (1648. – 1687.)
- Sulejman II.	   (1687. – 1691.)
- Ahmed II.	   (1691. – 1695.)
- Mustafa II.	   (1695. – 1703.)
- Ahmed III.	   (1703. – 1730.)
- Mahmud I.	   (1730. – 1754.)
- Osman III.	   (1754. – 1757.)
- Mustafa III.	   (1757. – 1774.)
- Abdul Hamid I.   (1774. – 1789.)
- Selim III.	   (1789. – 1807.)
- Mustafa IV.	   (1807. – 1808.)
- Mahmud II.	   (1808. – 1839.)
- Abdul Medžid I.  (1839. – 1861.)
- Abdul Aziz	   (1861. – 1876.)
- Murat V.	   (1876.)
- Abdul Hamid II.  (1876. – 1909.)
- Mehmed V.	   (1909. – 1918.)
- Mehmed VI.	   (1918. – 1922.)

### Republika Turska
- Abdul Medžid II.	(1922. – 1924.)